# Хрущ, Валентин Дмитриевич
Валентин Дмитриевич Хрущ (24 января 1943, Одесса — 24 октября 2005, Кимры, Тверская область) — украинский художник, один из основоположников одесской школы неофициального искусства. Картины Валентина Хруща находятся во многих коллекциях мира.

## Биография
Родился 24 января 1943 года в микрорайоне Пересыпь оккупированной Одессы. Его отец был капитаном траулера, мать умерла, когда Валентину было семь месяцев. С детства его воспитывала бабушка, которая и привила любовь к искусству. Она водила его по квартирам своих друзей, где будущий художник впервые познакомился с работами одесских классиков, таких как Теофил Фраерман, Петр Нилус, Кириак Костанди, Тит Дворников, — в то время они находились в частных собраниях, а не в музеях.
Начальное художественное образование получил в Одесской художественной школе. В 1950-х годах учился в Одесском художественном училище (учителя Зайцев, Егоров, Павлюк, Фраерман), позже был исключён за «левые» взгляды. С 1958 года ежегодно выставлялся на областных выставках в Одессе.
В 1967 году состоялась знаменитая выставка «Сычик+Хрущик», организованная художниками Валентином Хрущом и Станиславом Сычёвым на заборе одесского Оперного театра, ставшая точкой отсчёта «одесского нонконформизма» и получившая впоследствии название «Заборная выставка». Акция продолжалась всего три часа. Информация о данном проекте вышла далеко за пределы Одессы, несомненно, послужив примером московским выставкам, в частности, «Бульдозерной выставке» в Москве, состоявшейся в 1974 году. Сохранилась фотографии Михаила Рыбака. Художников поддерживала редакция газеты «Комсомольская искра», на выставке у Оперного театра присутствовали редактор Игорь Беленьков, писатель Аркадий Львов, журналисты Алексей Иванов и Евгений Голубовский, который организовал 1968 году первую персональную выставку художника в зале газеты «Комсомольская искра».
С 1970-х Валентин Хрущ принимает активное участие в организации первых «квартирных выставок» в Одессе, которые проходили каждую неделю в квартирах-мастерских художников Олега Соколова, Александра Ануфриева и Маргариты Жарковой, Виктора Маринюка и Людмилы Ястреб, а также в квартире коллекционера Владимира Асриева, находившейся между офисами КГБ и МВД. В этот период имя Валентина Хруща, равно как и его коллег по «одесскому нонконформизму» А. Ануфриева, В. Стрельникова, Л. Ястреб, В. Маринюка, С. Сычёва, В. Басанца стали появляться в иностранных каталогах и выставочных экспозициях. В 1979 году участвовал в неофициальной выставке «Современное искусство из Украины» (Мюнхен-Лондон-Париж-Нью-Йорк).
Валентин Хрущ всегда находился в авангарде художественных течений, тесно общался с молодым поколением одесских художников-концептуалистов и организовывал акции, хотя сам никогда их так не называл и не документировал. Среди самых известных — «выставка для птиц», представляющая собой картины, вывешенные художником на деревьях, в качестве зрителей подразумевались птицы. Вторая подобная — «Выставка для моря», в которой художник разместил свою абстрактную картину на стене пляжа, сфотографировал и ушёл.
В 1982 году Валентин Хрущ переехал из Одессы в Москву. В 1991 году состоялась его персональная выставка в Центральном Доме Художника.
Последние годы Валентин Хрущ провёл в городке Кимры Тверской области, где умер от рака 24 января 2005 года. Похоронен там же в ограде Никольского храма.

## Творчество
Для художественной манеры Валентина Хруща характерны лёгкость и динамика. Он свободно владел всеми стилями живописи, техникой коллажа, скульптурой и резьбой по дереву. Среди широкого спектра жанров живописи, в которых работал художник, — натюрморт, абстракции, ню, пейзажи. Визитной карточкой Валентина Хруща стали натюрморты с рыбками.

## Воспоминания о художнике
По мнению журналиста Феликс Кохрихт — «один из самых самобытных и утончённых художников — продолжателей высоких традиций южнорусской школы, мирового и отечественного Авангарда». Так он вспоминал о нём:
…в этом лёгком, чуть легкомысленном прозвище не содержалось ни малейшей частицы иронии или недооценки таланта и своеобразия как личности художника, так и его творчества. Даже тогдашние руководители Союза художников, не допустившие ни одной работы Хруща на официальные выставки (его в 60-70-е годы относили к так называемым “абстракционистам”), признавали за ним высокие профессиональные достоинства. Высокая репутация подлинного Мастера сопутствовала Валентину всю жизнь, в каком проявлении своего дарования он бы ни представал — живописи, графике, деревянной скульптуре, фотографии, в какой бы манере ни работал — фигуративной или абстрактной.
Художник Чаркин Серафим после приезда в Одессу и знакомства с Валентином Хрущом, вспоминает его «Странным человеком с жёлтым портфелем. Странно одет и живой очень, подвижный.» в интервью Евгения Голубовского и Евгения Деменока, опубликованном в альмнахе «Смутная алчба — 3».
Художник Сергей Ануфриев, вспоминая детство Валентина Дмитриевича, описывает район Пересыпи как «район, целиком огороженный колючей проволокой. Там жила только уголовщина, только блатные. Хрущ в этом вырос. Он учился в местной школе, из которой его выгнали в другую школу ещё хуже, потом в третью, а из третьей уже не выгоняли — некуда было, только в колонию».
Художник Александр Ройтбурд:
Хрущ всячески избегал какой-либо ответственности. Он никогда не держал данное слово, да и вообще не брал на себя никаких обязательств. С ним невозможно было договориться о встрече. Эту встречу он обязательно «сквозил». В Одессе говорили: «Если ты точно хочешь знать где не будет Хруща, договорись с ним о встрече». Два определения были применительно к нему аксиоматичны: «Хрущ — это гений» и «Хрущик — как воздух». «Воздух» — потому и «сквозил». Но этот воздух органично перетекал из поведенческой сферы в его живопись. Она была лёгкой, непринуждённой и спонтанной. Он исповедовал восточный принцип «вслед за кистью»
Художник Василий Рябченко:
Сейчас я начинаю понимать, чем для Хрущика — художника была фотография, выполненная добротной, педантичной немецкой оптикой, которая передавала звенящую плоть фотографируемого. Это был дополнительный инструмент тщательного созерцания, изучения интересующего его объекта. Почти всё, что он фотографировал: коробки из-под чая, курительные трубки, книги, стеклянная и фарфоровая посуда, рыбы, яблоки и т. п., — он изображал в живописных и графических работах, в которых нет и намёка на натурализм, и имитацию вещественности. Фотография Хруща требует изучения и популяризации, как полноценная составляющая его творчества и я намерен этому способствовать.

## Выставки, музеи, коллекции

### Выставки
| Избранные персональные выставки | Избранные персональные выставки |
| Год                             | Выставка |
| ------------------------------- | --- |
| 2018                            | ХРУЩ / Выставочный зал, Кимры, Россия |
| 2018                            | Тот самых ХРУЩ / Центр прикладного и художественного творчества, Выставочный зал, Кимры, Россия                                           |
| 2016                            | Валентин Хрущ. ХРУЩНАШ / Галерея «Арка», Москва, Россия                                                                                   |
| 2015                            | Валентин Хрущ. Живопись, графика. Из коллекции Сергея Костина / Муниципальный музей личных коллекций им. А. В. Блещунова, Одесса, Украина |
| 2009                            | Валентин Хрущ / Одесское отделение Национального союза художников Украины, Одесса, Украина                                                |
| 2009                            | Валентин Хрущ: 1943—2005 / NT-Art Gallery, Одесса, Украина                                                                                |
| 2009                            | Работы Валентина Хруща из частных коллекций / Музей современного искусства Одессы. Одесса, Украина                                        |
| 2004                            | Одесская школа сегодня. Полвека вместе / Одесский художественный музей, Одесса, Украина                                                   |
| 2003                            | Юбилейная выставка / Выставочный зал, Кимры, Россия                                                                                       |
| 2002                            | Хороший Хрущ. Выставка в рамках фестиваля «Культурные герои» / Музей западного и восточного искусства, Одесса, Украина                    |
| 2001                            | 40 лет Октября (Выставка ко Дню города) / Дом учёных, Кимры, Россия                                                                       |
| 2001                            | Salve. В. Хрущ. Живопись, графика / Музей западного и восточного искусства, Одесса, Украина                                               |
| 2001                            | Валентин Хрущ. Живопись, графика. Из коллекции А. Сазонова / Кимры, краеведческий музей, Россия                                           |
| 2000                            | Валентин Хрущ. Живопись, графика / Музей краеведения и этнографии, Дубна, Россия                                                          |
| 2000                            | Выставка фотографий Валентина Хруща / Музей западного и восточного искусства, Одесса, Украина                                             |
| 1999                            | Редакция газеты «ПровинциалЪ-экспресс», Кимры, Россия                                                                                     |
| 1998                            | Отражение / Городской выставочный зал, Кимры, Россия                                                                                      |
| 1997                            | Выставка к 450-летию города / Городской выставочный зал, Кимры, Россия                                                                    |
| 1996                            | Квартирная выставка у скульптора Метлянского / Москва, Россия                                                                             |
| 1995                            | Валентин Хрущ. Живопись, графика. Из коллекции А. Быковой / Музей этнографии, Москва, Россия                                              |
| 1995                            | Валентин Хрущ. Живопись, графика / Кимрский областной театр драмы и комедии. Кимры, Россия                                                |
| 1994                            | Квартирная выставка у председателя общества «Якиманка» А. Белоглазова / Москва, Россия                                                    |
| 1993                            | Выставка московской беляевской группы / Паневежис, Литва                                                                                  |
| 1993                            | Юбилейная выставка Валентина Хруща (организатор Феликс Кохрихт) / Музей западного и восточного искусства, Одесса, Украина                 |
| 1988                            | Ветхий Завет. Соблазнение / Центральный Дом художника, Москва, СССР                                                                       |
| 1986                            | Выставка московской беляевской группы / Линц, Австрия                                                                                     |
| 1981                            | Редакция газеты «Гудок», Москва, СССР |
| 1967                            | Заборная выставка «Сычик+Хрущик» (совместно со Станиславом Сычёвым) / Забор одесского Оперного театра, Одесса, СССР                       |

| Групповые выставки | Групповые выставки |
| Год                | Выставка |
| ------------------ | --- |
| 2013               | Одесская школа. Традиции и актуальность / Мыстецкий Арсенал, Киев, Украина                                                                                                  |
| 2013               | Одесская школа. Традиции и актуальность / Арт-Донбасс, Донецк, Украина (каталог)                                                                                            |
| 2013               | Бебеля, 19. Квартирные выставки / NT-Art Gallery, Одесса, Украина (каталог)                                                                                                 |
| 2013               | Бебеля, 19. Квартирные выставки. В рамках проекта IV Fine Art Ukraine / Мыстецкий Арсенал, Киев, Украина (каталог)                                                          |
| 2012               | Средняя нога / NT-Art Gallery, Одесса, Украина (каталог) |
| 2012               | Музыка мира / NT-Art Gallery, Одесса, Украина (каталог) |
| 2010               | II Fine Art Ukraine / Мыстецкий Арсенал, Киев, Украина |
| 2009               | Одесское отделение Национального союза художников Украины, Одесса, Украина                                                                                                  |
| 2008               | Как молоды вы были… Одесские художники-нонконформисты. 1960—1980-е годы XX века в собраниях Феликса Кохрихта и Анатолия Дымчука / NT-Art Gallery, Одесса, Украина (каталог) |
| 2006               | Валентин Хрущ. Не застали дома / Кимрский краеведческий музей, Кимры, Россия                                                                                                |
| 2005               | Одесская группа. Выставка шести ведущих художников одесской школы / Галерея «Chambers», Лондон, Великобритания (каталог)                                                    |
| 2004               | Одесская школа сегодня / Одесский художественный музей, Одесса, Украина |
| 1999               | Художники неофициального направлении. Андеграунд 1960—1980 годов. Из коллекции Татьяны Басанец / Галерея «Мост», Одесса, Украина                                            |
| 1990               | Вавилон / Центральный Дворец молодёжи, Москва, СССР |
| 1980               | Всемирная выставка-ярмарка (слайдшоу одесских художников) / Вашингтон, США                                                                                                  |
| 1979               | Выставка «Современное искусство из Украины» (неофициальная выставка) / Мюнхен-Лондон-Париж-Нью-Йорк (каталог)                                                               |

### Музейные коллекции
- Художественный музей Зиммерли в университете Рутгерса (Нью-Джерси, США)[31]
- ЮНЕСКО (Париж, Франция)[32]
- Национальный художественный музей Украины (Киев, Украина)
- Музей современного искусства Одессы (Одесса, Украина)[33]
- Музей современного искусства Украины (Киев, Украина)[34]
- Кимрский краеведческий музей (Кимры, Россия)
- Одесский художественный музей (Одесса, Украина)

### Частные коллекции
- Галерея современного искусства NT-Art (Одесса, Украина)[35]
- Grynov Art Collection[36]
- Podolsky Art Gallery (Гринвич, США)[37]